# Bethalus pretoriensis
Bethalus pretoriensis is een pissebed uit de familie Armadillidae. De wetenschappelijke naam van de soort is voor het eerst geldig gepubliceerd in 1895 door Dollfus.